# Абу Умар Ташфін
Абу Умар Ташфін ібн Алі (араб. أبو عمر تاشفين بن علي; нар. 1329 — 1362) — 13-й маринідський султан Марокко в 1361—1362 роках.

## Життєпис
Походив з династії Маринідів. Син султана Абу'л Гасан Алі I. Народився 1329 року в Фесі. Не мав значної політичної ваги та широкої підтримки. Тому 1361 року візир Умар ібн Абдалла аль-Ябані, поваливши султана Абу Салім Ібрагіма, поставив ташфіна новим султаном. Втім фактична влада належала візиру.
Разом з тим султан своєю жорстокістю та дурними вчинками спровокував заворушення в Фесі, які ледве вдалося вгамувати. Тому Умар ібн Абдалла вирішив замінити Ташфіна, якого було вбито. Новим султаном поставлено Мухаммада аль-Мутавакіля.